# Пасо Роблес (Калифорнија)
Пасо Роблес (енгл. Paso Robles) град је у Округу Сан Луис Обиспо у америчкој савезној држави Калифорнија. По попису становништва из 2010. у њему је живело 29.793 становника.

## Демографија
Према попису становништва из 2010. у граду је живело 29.793 становника.
| Група             | 2000.      | 2010.          |
| Белци             | . (75,7%)  | 23.158 (77,7%) |
| Афроамериканци    | . (3,32%)  | 622 (2,1%)     |
| Азијати           | . (1,89%)  | 593 (2,0%)     |
| Хиспаноамериканци | . (27,72%) | 10.275 (34,5%) |
| Укупно            | 24.297     | 29.793         |